# (3849) Incidentia
(3849) Incidentia est un astéroïde de la ceinture principale.

## Description
(3849) Incidentia est un astéroïde de la ceinture principale. Il fut découvert le 31 mars 1984 à la station Anderson Mesa par Edward L. G. Bowell. Il présente une orbite caractérisée par un demi-grand axe de 2,47 UA, une excentricité de 0,05 et une inclinaison de 5,8° par rapport à l'écliptique.

## Nommage
(3849) Incidentia est nommé d'après une école de musique

## Compléments